# Stairway to Heaven
Stairway to Heaven е песен на английската рок група „Лед Зепелин“, издадена през 1971 г. Тя е композирана от китариста Джими Пейдж и вокалиста Робърт Плант за неозаглавеният четвърти студиен албум на групата, често наричан Led Zeppelin IV. Песента често е наричана „една от най-великите рок песни на всички времена“.
С 8 минути и 2 секунди, песента има 3 раздела, всеки прогресивно нарастващ в темпо и сила на звука. Тя започва като бавна акустична базирана фолк мелодия придружена от блокфлейта, преди да се въведат електрически инструменти. Последният раздел е с по-бързо темпо и хардрок аранжимент подчертани от сложените китарни сола на Пейдж, придружени от вокалите на Плант, които завършват акапелно: „And she's buying a Stairway to Heaven“.
Stairway to Heaven е класирана на трето място през 2000 г. от „Ви Ейч Уан“ в списъка на 100-те най-велики рок песни и е поставена под номер 31 от списание „Ролинг Стоун“ в списъка на 500-те най-велики песни на всички времена. Това е най-пусканата песен по радио станициите в САЩ през 70-те, въпреки че никога не е издавана като сингъл там. През ноември 2007 г. в компилацията Mothership чрез сваляне от интернет, Stairway to Heaven заема 37-а позиция в британската класация за сингли.

## Музиканти
- Робърт Плант – вокали, тамбурина
- Джими Пейдж – акустична китара, електрическа китара и електрическа 12 струнна китара
- Джон Пол Джоунс – блокфлейта, електрическо пиано, мелотрон, бас китара
- Джон Бонъм – барабани